# ビバレージアンテナ
ビバレージアンテナは、ロングワイヤーアンテナの一種であり、数メガヘルツ以下の電波の受信用に使用される指向性アンテナである。1920年代にハロルド・ビバレージにより発明された。
ビバレージアンテナは良好な指向性を持つ一方で、大きな空間が要求される。強い指向性を持つが、その大きさの為に回転する事は不可能であり、指向性を変化させる為には複数を切り替える必要がある。指向性は良好だが、概して利得は低い。
少なくとも1波長の長さを持つ電線（長波では数キロメートルにもなる）を大地から数メートル離して設置する。一端にはアンテナの特性インピーダンス（標準は600Ω）に適合する終端抵抗を接続し、その他方は接地する。給電線はその反対側にインピーダンス整合のためのトランスを通して接続する。